# (27606) Davidli
(27606) Davidli est un astéroïde de la ceinture principale.

## Description
(27606) Davidli est un astéroïde de la ceinture principale. Il fut découvert le 17 mai 2001 à Socorro (Nouveau-Mexique) par le projet LINEAR. Il présente une orbite caractérisée par un demi-grand axe de 3,17 UA, une excentricité de 0,09 et une inclinaison de 7,5° par rapport à l'écliptique.

## Compléments